# Missoulavloeden

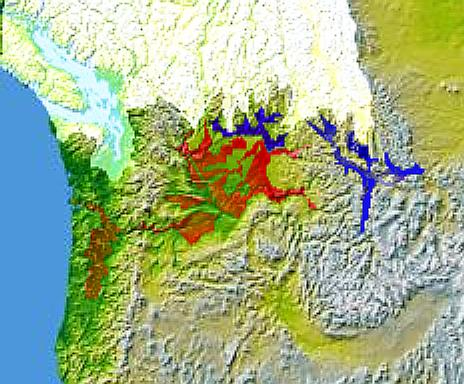
Het Columbia-ijsmeer (in het westen) en Missoula-ijsmeer (in het oosten) lagen ten zuiden van de Cordilleraanse ijskap. De overstroomde gebieden van de Columbia- en Missoulavloeden zijn in het rood aangegeven.

Missoulavloeden, Spokanevloeden of Bretzvloeden waren rampzalige vloeden aan het eind van de laatste ijstijd, waarbij ijsmeren doorbraken en vloedgolven periodiek (tussen 15.000 en 13.000 jaar geleden) Oost-Washington en de Columbia River Gorge overstroomden.
De vloeden waren het gevolg van periodieke breuken in de ijsdam op de Clark Fork, die voor de vorming van het Missoula-ijsmeer zorgde. Na elke dambreuk stroomde het water de Clark Fork en Columbia af, overstroomde Oost-Washington en de Willamette Valley in West-Oregon. Nadat het meer leegliep, vormde zich opnieuw ijs en een nieuwe versie van het Missoula-ijsmeer.